# Norbert Čapek
Norbert Fabián Čapek (IPA: [ˈtʃapɛk]; Radomyšl, 3 giugno 1870 – campo di concentramento di Dachau, 30 ottobre 1942) è stato un missionario ceco, fondatore della moderna Chiesa Unitariana nella Repubblica Ceca.

## Biografia

### Primi anni
Čapek nacque in una famiglia cattolica il 3 giugno 1870 a Radomyšl, un villaggio nel distretto di Strakonice, nella Boemia del sud. Da ragazzo coltivò il sogno di diventare sacerdote, ma rimase ben presto deluso dalla Chiesa. All’età di 18 anni abbandonò il cattolicesimo per la Chiesa Battista, e fu ordinato pastore.
Čapek viaggiò molto in qualità di missionario battista, dalla Sassonia all’Ucraina. In Moravia venne a contatto con i cristiani liberi e i Fratelli Moravi, e progressivamente le sue convinzioni religiose divennero sempre più liberali e anticlericali. Scrisse e curò numerose riviste: i suoi articoli su numerosi argomenti (dalla psicologia alla politica) attrassero i sospetti delle autorità austriache, e nel 1914 decise di emigrare negli Stati Uniti con sua moglie Marie e i loro otto figli.

### Unitarianesimo
Negli Stati Uniti Čapek divenne redattore di un quotidiano in lingua ceca e servì come pastore nella Prima Chiesa Battista Slovacca di Newark, New Jersey. Rimasto vedovo poco dopo il suo arrivo, Čapek nel 1917 incontrò e sposò un’altra immigrata ceca, Mája Oktavec, nata nel 1888 a Chomutov, nella Boemia occidentale, e trasferitasi negli Stati Uniti all’età di 19 anni. Era laureata in biblioteconomia alla Columbia University e lavorava alla New York Public Library.
Čapek dovette subire due processi per eresia su richiesta di alcuni pastori battisti slovacchi, che cercavano così di espellerlo dalla loro Chiesa. Religiosamente sempre più liberale, Čapek nel 1919 diede le dimissioni da pastore. Assieme a sua moglie scoprì l’unitarianesimo, e nel 1921 si unirono alla Prima Chiesa Unitariana della Contea di Essex (ad Orange, New Jersey). Assieme decisero poi di portare l’unitarianesimo nella loro patria, da poco indipendente dopo la Prima Guerra Mondiale, e nel 1921 tornarono a Praga.
Lì fondarono una nuova congregazione unitariana, la Fratellanza Religiosa Liberale, la quale crebbe rapidamente. Presto dovettero acquistare un grande edificio chiamato “Unitaria” ai piedi del Ponte Carlo. I primi culti consistevano generalmente di conferenze, il pastore non indossava stole o paramenti, e la congregazione faceva a meno di rituali elaborati, inni, decorazioni e preghiere formali. Alcuni membri ritenevano che la congregazione mancasse di una dimensione spirituale, e così, nel giugno 1923, Čapek creò la Celebrazione dei Fiori (detta anche Comunione dei Fiori): ogni membro portava un fiore in chiesa, che veniva posto in un grande vaso al centro; alla fine del culto, ciascuno prendeva un fiore diverso da quello che aveva portato. Il rito esemplificava l’unicità di ciascun individuo, e la riunione della congregazione per condividere tale unicità.
Nel 1926 Maja Čapek fu ordinata pastora. Con l’aiuto finanziario della American Unitarian Association e della British and Foreign Unitarian Association Norbert e Maja acquistarono e restaurarono un palazzo medievale per farne luogo di riunione. Nel 1930 la Chiesa Unitariana della Cecoslovacchia venne ufficialmente riconosciuta dal governo.

### Seconda guerra mondiale

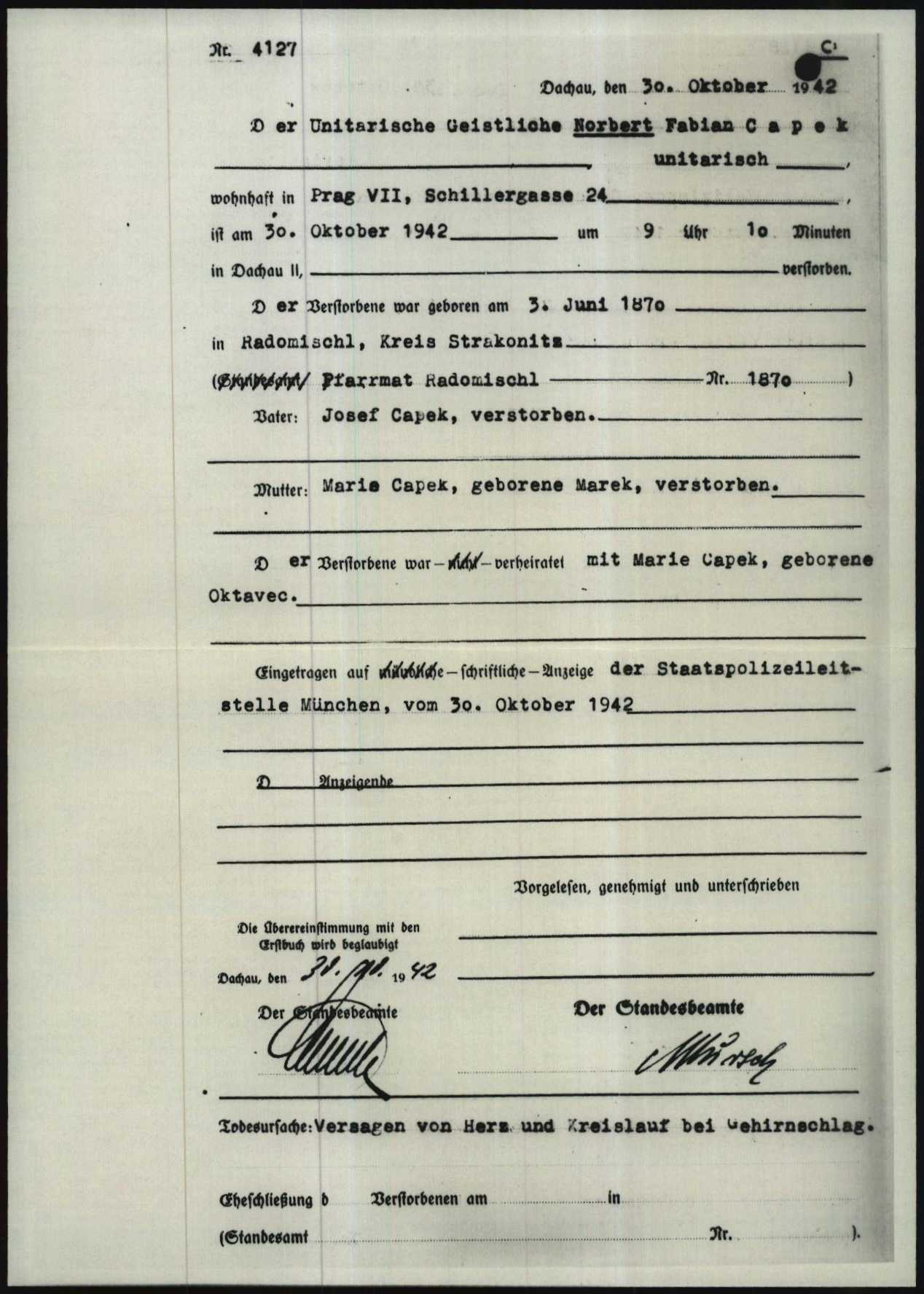
Certificato di morte di Norbert Čapek mentre prigioniero nel campo di concentramento nazista di Dachau. Causa di morte segnalata: “Insufficienza cardiaca e circolatoria causata da un ictus.”

Nel periodo della Seconda guerra mondiale, pur essendo stato invitato a tornare negli Stati Uniti, Čapek decise di rimanere in Europa. Nel 1939 Maja vi si recò per raccogliere fondi per la Cecoslovacchia, servendo come pastora nella chiesa unitariana di New Bedford, Massachusetts dal 1940 al 1943. Nel marzo 1941 Norbert e sua figlia vennero arrestati dalla Gestapo, che sequestrò i loro libri e i loro sermoni. Venne accusato di ascoltare trasmissioni radio straniere (il che significava la condanna a morte), e dopo essere stato detenuto nella prigione di Pankrác, nel 1942 fu trasferito al campo di concentramento di Dachau, dove fu detenuto nel Priesterblock. Qui venne torturato, poi gasato alla fine del 1942.
Quando la notizia della sua morte raggiunse gli Stati Uniti, il presidente della American Unitarian Association, Fredrick May Eliot, scrisse: “Un altro nome si aggiunge alla lista degli eroici martiri unitariani, con la cui morte è stata comprata la nostra libertà. Nostra è ora la responsabilità di rimanere in piedi nella libertà così gloriosamente conquistata”.
L’International Association for Religious Freedom ha posto una targa a Dachau in sua memoria.